# هامينكلن
هامينكلن (بالألمانية: Hamminkeln) هي بلدة ألمانية تقع في ألمانيا في فيزل.  يقدر عدد سكانها بـ 27,513 نسمة .

## المدن التوأمة
مدن Neuhardenberg، Sedgefield و Chmielno هي مدن توأمة لـهامينكلن.

## معرض صور

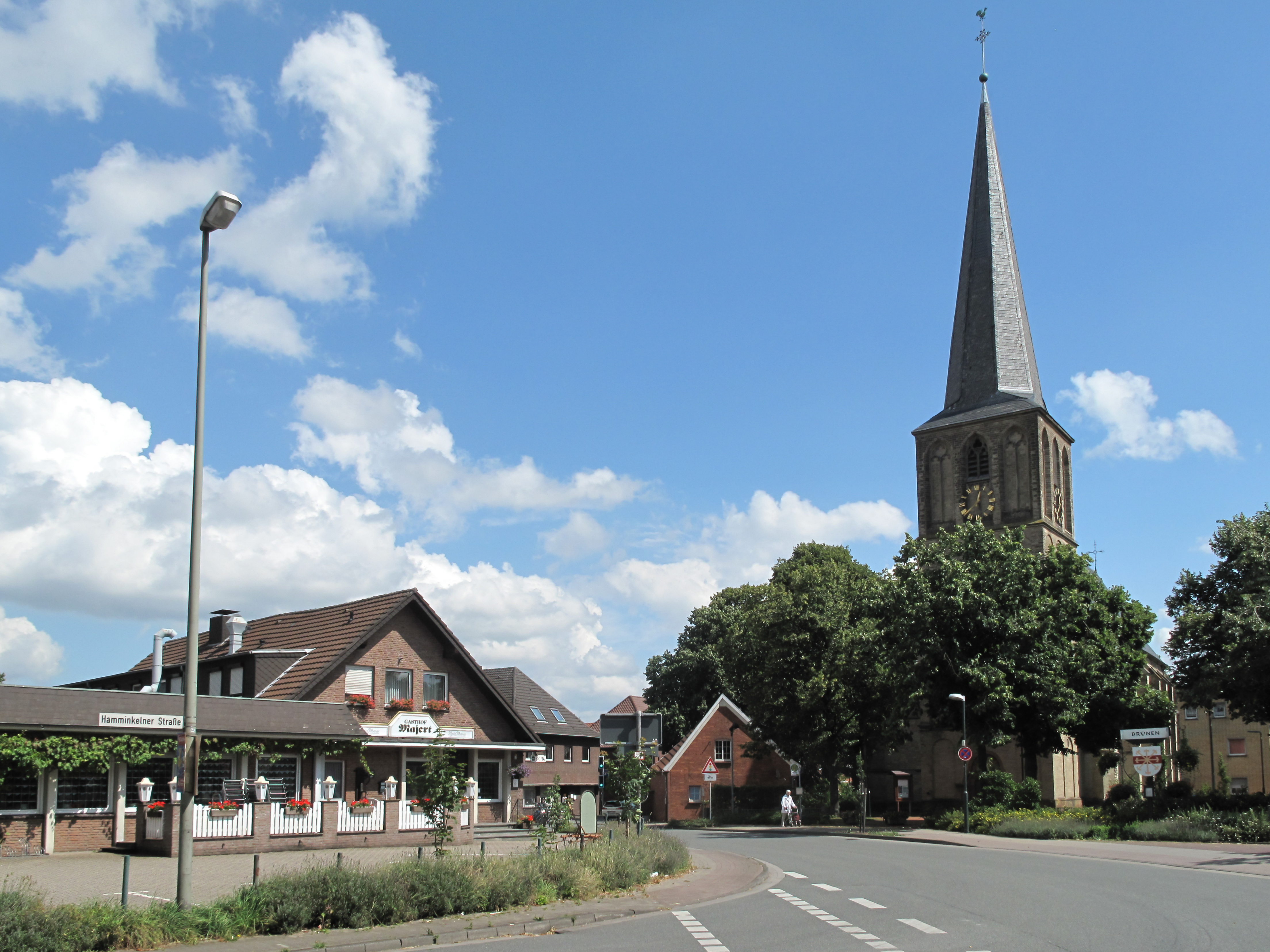
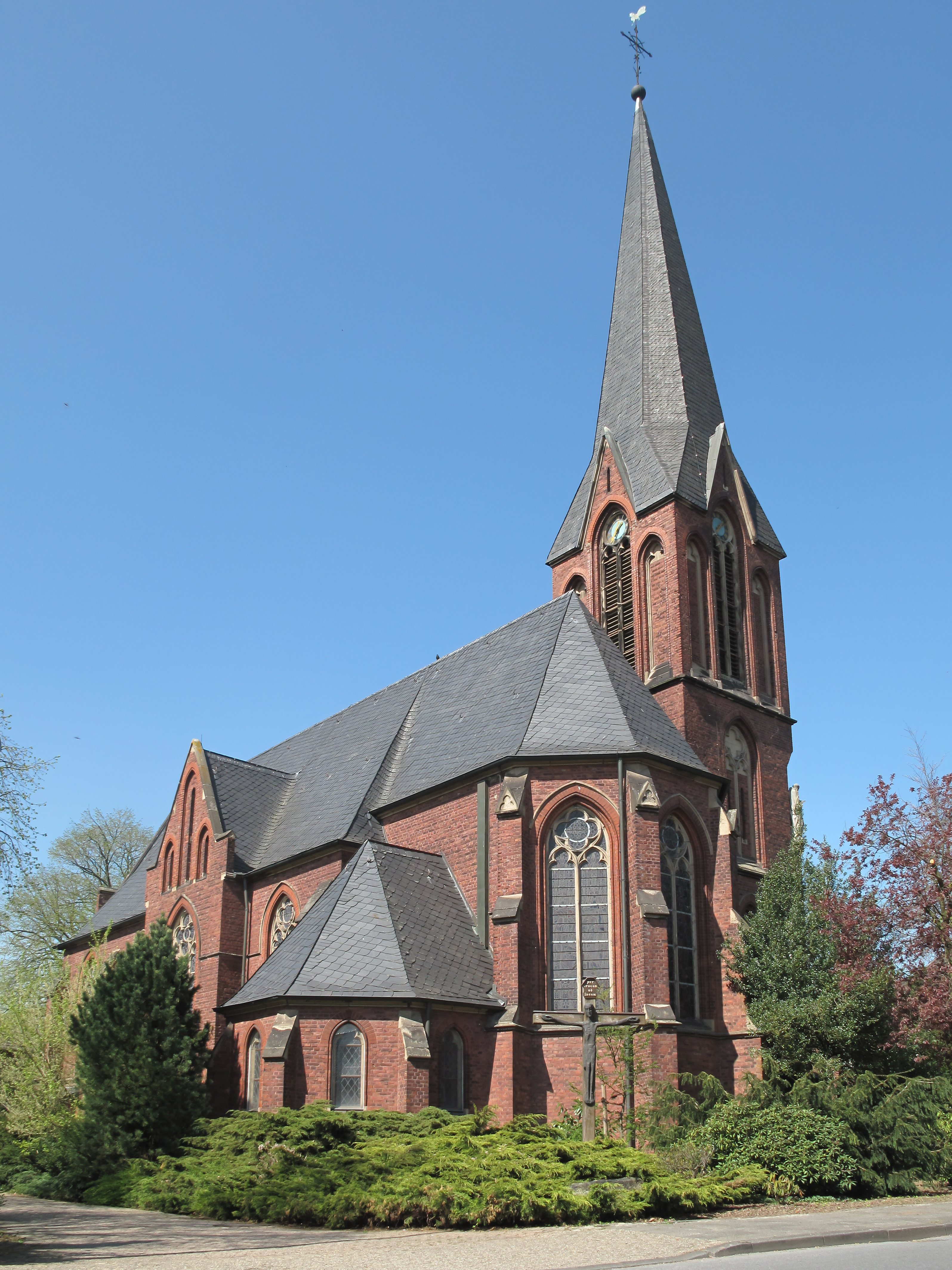
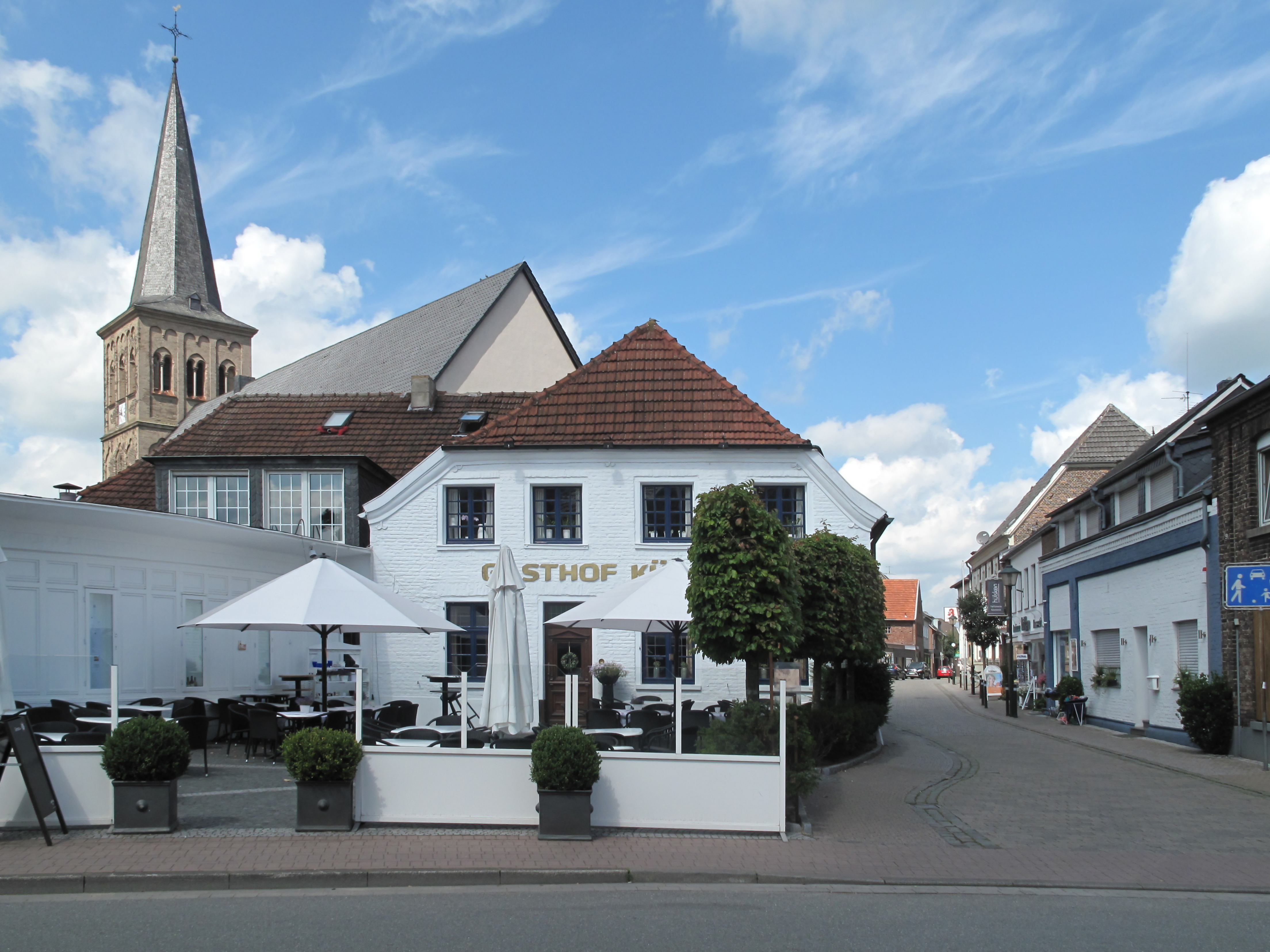